# Kramerolidia merus
Kramerolidia merus är en insektsart som beskrevs av Van Duzee 1907. Kramerolidia merus ingår i släktet Kramerolidia och familjen dvärgstritar. Inga underarter finns listade i Catalogue of Life.